# Кресленик загального виду

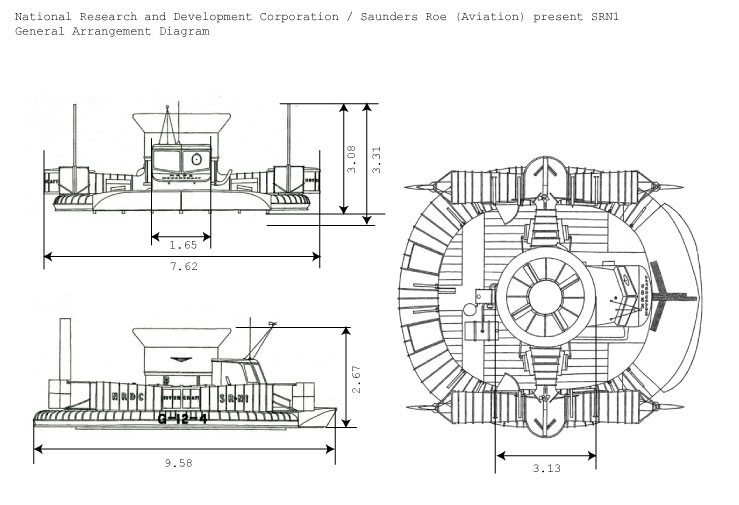
Зображення з кресленика загального виду першого судна на повітряній подушці Hovercraft SR-N1

Кре́сленик зага́льного ви́ду —  кресленик (вид графічного конструкторського документа), що визначає конструкцію виробу, взаємодію його складових частин і пояснює принцип роботи виробу. . 
Код документа, кресленика загального виду за ГОСТ 2.102-68  — ВО.
Кре́сленик зага́льного ви́ду — складальний кресленик, на якому зображено всі групи та деталі готового виробу.
Кресленик загального виду розробляється на таких стадіях проєктування: на стадії технічної пропозиції, ескізного та технічного проєктів.

## Стадія розробки технічної пропозиції

### Вимоги
Кресленик загального виду в технічній пропозиції в загальному випадку повинен містити:
- зображення варіантів виробу, текстову частину і написи, необхідні для порівняння варіантів, що розглядаються і встановлення вимог до виробу, а також дозволяють отримати уявлення про компонувальні і основні конструктивні виконаннях виробу, взаємодію його основних складових частин та принцип роботи виробу;
- найменування, а також позначення (якщо вони є) тих складових частин виробу, для яких необхідно вказати дані (технічні характеристики, кількість тощо) або запис яких необхідний для пояснення зображень кресленика загального вигляду; опису принципу роботи виробу, вказівки про його склад та ін.;
- розміри та інші дані, що наносяться на зображення  (за необхідності);
- схему, якщо вона потрібна, але оформляти її окремим документом недоцільно;
- технічні характеристики виробу, якщо це необхідно для зручності зіставлення варіантів по кресленню загального виду. В цьому випадку технічні характеристики в пояснювальній записці можна не наводити, а зробити посилання на креслення загального вигляду.

### Особливості виконання
Зображення виконують з максимальними спрощеннями, передбаченими стандартами ЄСКД для робочих креслеників. Допускається також:
- зображати контурними обрисами будь складові частини виробу;
- зображати тільки ті складові частини виробу, які розглядаються при порівнянні варіантів;
- не показувати зв'язки між складовими частинами виробу, якщо вони не розглядаються при порівнянні варіантів.

Найменування і позначення складових частин виробу на кресленику загального виду вказують одним з таких способів:
- на полицях ліній-виносок;
- в таблиці, що розміщується на тому ж аркуші, що і зображення виробу. У цьому випадку на полицях ліній-виносок вказують номери позицій складових частин, що внесені у таблицю.

Таблиці, у загальному випадку, складається з граф «Поз.», «Позначення», «Кількість», «Додаткові вказівки».

## Стадія розробки ескізного проєкту

### Вимоги
Кресленик загального виду ескізного проєкту у загальному випадку повинен містити:
- зображення виробу (види, розрізи, перерізи), текстову частину і написи, необхідні для розуміння конструкції виробу, взаємодії його складових частин і принципу роботи;
- найменування, а також позначення (якщо вони є) тих складових частин виробу, для яких необхідно вказати дані (технічні характеристики, кількість, вказівки щодо матеріалу, принципу роботи тощо) або запис яких необхідний для пояснення зображень кресленика загального виду, опису принципу роботи виробу, вказівок про склад та ін;
- розміри та інші дані, що наносяться на зображення (за необхідністю);
- схему, якщо вона потрібна, але оформляти її окремим документом недоцільно;
- технічні характеристики виробу, якщо це необхідно для зручності порівняння варіантів по кресленику загального виду.

### Особливості виконання
Зображення виконують з максимальними спрощеннями, передбаченими стандартами ЄСКД для робочих креслеників. Складові частини виробу, в тому числі і запозичені (раніше розроблені) і покупні, зображують із спрощеннями (іноді у вигляді контурних обрисів), якщо при цьому забезпечено розуміння конструкції виробу, що розробляється, взаємодії його складових частин і принципу його роботи.
Окремі зображення складових частин виробу розміщуються на одному загальному аркуші із зображеннями всього виробу або на окремих (наступних) аркушах кресленика загального виду.
Найменування і позначення складових частин виробу на креслениках загального вигляду вказують одним з таких способів:
- на полицях ліній-виносок;
- у таблиці, яка розміщується на тому ж аркуші, що й зображення виробу;
- у таблиці, виконаній на окремих аркушах формату А4 за ДСТУ ISO 5457:2006[6] як наступних аркушах кресленика загального виду.

Запис складових частин у таблицю рекомендується здійснювати в такому порядку:
- запозичені вироби;
- покупні вироби;
- вироби, що розробляються.

## Стадія розробки технічного проєкту
Кресленик загального вигляду для технічного проєкту виконують як і на стадії ескізного проєкту за ГОСТ 2.119-73. Крім того, на кресленику загального виду при необхідності наводять:
- вказівки про обрані посадки деталей (наносяться розміри і граничні відхилення поверхонь, що сполучаються за ДСТУ ГОСТ 2.307:2013)[7];
- технічні вимоги до виробу, наприклад, про застосування певних покриттів, способів просочення обмоток, методів зварювання, що забезпечують необхідну якість виробу (ці вимоги повинні враховуватися при подальшій розробці робочої документації);
- технічні характеристики виробу, які необхідні для подальшої розробки креслеників.